# Џанет (Пенсилванија)
Џанет (енгл. Jeannette) град је у америчкој савезној држави Пенсилванија. По попису становништва из 2010. у њему је живело 9.654 становника.

## Демографија
Према попису становништва из 2010. у граду је живело 9.654 становника, што је 1.000 (9,4%) становника мање него 2000. године.
| Група             | 2000.         | 2010.         |
| Белци             | 9.856 (92,5%) | 8.510 (88,1%) |
| Афроамериканци    | 553 (5,2%)    | 665 (6,9%)    |
| Азијати           | 10 (0,1%)     | 16 (0,2%)     |
| Хиспаноамериканци | 53 (0,5%)     | 84 (0,9%)     |
| Укупно            | 10.654        | 9.654         |